# Sarajevski filmski festival
Sarajevski filmski festival je mednarodni filmski festival, ki od leta 1995 poteka v Sarajevu in je največji filmski festival v Jugovzhodni Evropi. Ustanovljen je bil v času obleganja Sarajeva ob vojnah v Jugoslaviji in ponuja večje število celovečernih in kratkih svetovnih filmov. Glavna nagrada za najboljši film festivala je srce Sarajeva, ostale nagrade so posebna nagrada žirije, nagradi za najboljšega igralca in igralko, nagrada za najboljši dokumentarni film, posebna nagrada žirije za najboljši dokumentarni film tekmovalnega programa, nagrada za človekove pravice in častno srce Sarajeva.

## Srce Sarajeva za najboljši film
| Leto | Film                              | Originalni naslov                    | Režiser                         | Država               |
| ---- | --------------------------------- | ------------------------------------ | ------------------------------- | -------------------- |
| 1996 | Lom valov                         | Breaking the Waves                   | Lars von Trier                  | Danska               |
| 1997 | Moje življenje v rožnatem         | Ma Vie en Rose                       | Alain Berliner                  | Belgija              |
| 1998 | Sam proti vsem                    | Seul contre tous                     | Gaspar Noé                      | Francija             |
| 1999 | December 1–31                     | Dezember, 1-31                       | Jan Peters                      | Nemčija              |
| 2000 | Bleeder                           | Bleeder                              | Nicolas Winding Refn            | Danska               |
| 2001 | Nikogaršnja zemlja                | Ničija zemlja                        | Danis Tanović                   | Bosna in Hercegovina |
| 2002 | Saturday                          | Sábado                               | Juan Villegas                   | Argentina            |
| 2003 | Gori                              | Gori vatra                           | Pjer Žalica                     | Bosna in Hercegovina |
| 2004 | Mila z Marsa                      | Mila ot Mars                         | Zornica Sofija                  | Bolgarija            |
| 2005 | Lady Zee                          | Lejdi Zi                             | Georgi Djulgerov                | Bolgarija            |
| 2006 | Gospodična                        | Das Fräulein                         | Andrea Staka                    | Švica                |
| 2007 | Takva - Človekov strah pred bogom | Takva                                | Özer Kızıltan                   | Turčija              |
| 2008 | Buick Riviera                     | Buick Riviera                        | Goran Rušinović                 | Hrvaška              |
| 2009 | Navadni ljudje                    | Obični ljudi                         | Vladimir Perišić                | Srbija               |
| 2010 | Tilva Roš                         | Tilva Roš                            | Nikola Ležaić                   | Srbija               |
| 2011 | Dihanje                           | Atmen                                | Karl Markovics                  | Avstrija             |
| 2012 | Vsi iz naše družine               | Toată lumea din familia noastră      | Radu Jude                       | Romunija             |
| 2013 | V razcvetu                        | Grdzeli nateli dgheebi               | Nana Ekvtimišvili in Simon Groß | Gruzija              |
| 2014 | Pesem moje matere                 | Annemin Şarkısı                      | Erol Mintaş                     | Turčija              |
| 2015 | Mustang                           | Mustang                              | Deniz Gamze Ergüven             | Turčija              |
| 2016 | Album                             | Albüm                                | Mehmet Can Mertoğlu             | Turčija              |
| 2017 | Strašljiva mati                   | Sašiši deda                          | Ana Urušadze                    | Gruzija              |
| 2018 | Ága                               | Ága                                  | Milko Lazarov                   | Bolgarija            |
| 2019 | Odpelji me na lepše               | Odvedi me na neko lijepo mjesto      | Ena Sendijarević                | Bosna in Hercegovina |
| 2020 | Eksil                             | Exil                                 | Visar Morina                    | Kosovo               |
| 2021 | Velika svoboda                    | Große Freiheit                       | Sebastian Meise                 | Avstrija             |
| 2022 | Varen kraj                        | Sigurno mjesto                       | Juraj Lerotić                   | Hrvaška              |
| 2023 | Kos kos robida                    | Šašvi, šašvi, maqvali                | Elene Naveriani                 | Gruzija              |
| 2024 | Tri kilometre do konca sveta      | Trei kilometri pana la capatul lumii | Emanuel Pârvu                   | Romunija             |